# Andrés Herrera "Pájaro"
Andrés Herrera Ruiz, conocido artísticamente como "Pájaro" (Sevilla, 1963), es un guitarrista, compositor y cantante español. Su música se caracteriza por una  combinación de géneros como el rock, el flamenco, el western y referencias culturales propias de la Semana Santa sevillana, a lo que él mismo autodenomina «rock cofrade» un subgénero revival de todo el mestizaje característico del rock andaluz.
A pesar de haber alcanzado notoriedad como artista en solitario a partir de los 50 años, su trayectoria como músico se remonta a las décadas anteriores, colaborando con destacados artistas y grupos españoles, principalmente a través de la sombra del rockero sevillano Silvio.

## Biografía y carrera temprana
Andrés Herrera nació en Sevilla en 1963 y desde muy joven mostró interés por la música, especialmente por el rock y el flamenco. Su andadura por el rock comenzó cuando tenía unos catorce años, aunque toca la guitarra desde los siete. 
Durante los años 80 y 90 formó parte de la escena musical sevillana, colaborando con músicos de renombre como los hermanos Rafael Amador y Raimundo Amador de Pata Negra, y Kiko Veneno. También trabajó con artistas como Pepe Begines, tanto con No me pises que llevo chanclas como por separado y otros tantos artistas de carácter más underground como Dulce Venganza, Flotadores, Mistolobo. Durante la Expo 92 participó como músico en la Cabalgata del grupo de teatro Comediants de Joan Font i Pujol.
También ha homenajeado a bandas como Triana en diversas formas: en 2014 participa en el disco homenaje "Recordando a Triana" (DRO, 2014) y también formado parte de la banda tributo a Triana capitaneada por Juan Reina. 
Una de los proyectos tempranos sería Brigada Ligera, banda conformada por Mari Ángeles Fraga (quien también cantaba en Los Hermanos Pérez) Andrés Herrera (guitarra), Juanjo Pizarro (guitarra), Juan Ortiz y Miguel Ángel Suárez (bajo en etapas intermitentes y Pive Amador (batería).

Brigada Ligera, grupo sevillano de los años 80.

Sin embargo, la figura que marcaría su vida fue la de Silvio Fernández Melgarejo'. El icónico rockero sevillano, a quien Pájaro conoció con catorce años  y que acompañaría luego como guitarrista, le contagió la impronta y carácter de músico rebelde. En palabras del periodista y presentador Jesús Quintero, Pájaro sería «el último mozo de espadas de Silvio» en una entrevista televisada en Canal Sur en 2015 que a su vez es una entrevista referencial de la que pudo realizar años atrás al propio Silvio ("El Loco de la Colina", 1991).

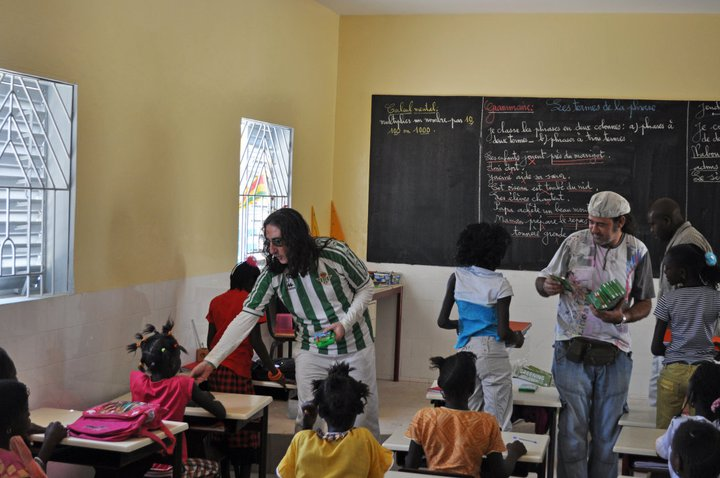
Andrés Herrera "Pájaro" en Senegal en 2010, tras su paso por la primera edición del Festival Metissons en Saint Louis.

En sus inicios y hasta su madurez, Pájaro ha manejado al mismo tiempo la guitarra eléctrica para bandas de rock, y la guitarra española para la escena flamenca y los conciertos acústicos o en espacios como las peñas flamencas y los tablaos, dotándole de presencia y reconocimiento en escenas musicales muy distintas. De este modo, participó en algunos de los mejores discos que ha dado Sevilla en los ochenta y noventa: como fueron Fantasía Occidental (1988) de Silvio o "Échate un cantecito" de Kiko Veneno (1992).
Pájaro ha vivido casi toda su vida en Sevilla, y es una personalidad pública reconocida por su gran cultura de barrio, que promueve, en su caso, desde la urbanización Parque Alcosa, en Sevilla Este. 

## Estilo musical e influencias
Su estilo como guitarrista, caracterizado por la versatilidad y la capacidad de adaptarse a diferentes géneros, le permitió participar en proyectos que abarcaban desde el rock andaluz, el rock sureño y el flamenco.
Tuvo una gran influencia del rock norteamericano, el swing, y artistas como Jimi Hendrix, The Beatles. En su juventud, durante los últimos años del franquismo, la música internacional como la norteamericana no tenía fácil acceso, pero a través del Aeropuerto de Sevilla  se daba un proceso clandestino o encubierto de difusión de discos en vinilo. Otra de sus grandes influencias es Elvis Presley, a quien llega a imitar en sus bailes y en su registro vocal de manera muy clara, en canciones como T.L.P. (Santa Leone, 2012). También se le ha comparado con músicos como Jhonny Cash 
Gracias a la colaboración en su banda del cornetista Kini (2012-2015) y más tarde del trompetista Ángel Sánchez, el estilo de Pájaro se ve enriquecido de timbres de instrumentos menos convencionales para una banda de rock, que le permiten recrear estilos como el de una banda cofrade, el carácter litúrgico y procesional de la Semana Santa o bien el énfasis narrativo de la banda sonora de una película.
En la vertiente flamenca, Pájaro es un gran admirador de Paco de Lucía. Entre sus participaciones más destacadas está su participación en las guitarras del disco homónimo Navajita Plateá (1998). En su trayectoria en el género, Pájaro ha sido llamado para numerosos homenajes a artistas legendarios. En 2019 el festival Monkey Week organizó un especial 40 aniversario de ‘La Leyenda del Tiempo’ de Camarón con Pájaro junto a Rocío Márquez, Soleá Morente, Antonio Arias, entre otros.

## Carrera en solitario y de "Pájaro" como banda
Aunque ya era un músico reconocido dentro del ámbito sevillano, no fue hasta 2012 cuando debutó como solista con el lanzamiento de su primer disco, Santa Leone (2012). Este trabajo marcó el inicio de su etapa más personal como artista.
Publicado por el sello Happy Place Records, Santa Leone destaca por su atmósfera cinematográfica y su fusión de estilos como la música western, específicamente, el spaguetti del gran compositor Ennio Morricone. El disco recibió elogios de la crítica por su originalidad y supuso la entrada de Pájaro en el panorama musical español  como marca propia. La formación inicial  contaría con su inseparable acompañante a la guitarra, Raúl Fernández, y colaboraciones de lujo como la de Julián Maeso a los teclados. Desde este momento, Happy Place se consagraría como una simbiosis con Pájaro, con Paco Lamato como productor.
En este disco se homenajea a Silvio con 'Las Criaturas II' o a Manuel de Falla con su versión a la guitarra del ballet de Amor Brujo en su 'Danza del fuego'. También hay claras referencias al surf rock de Dick Dale y su 'Misrlou'.
'Santa Leone' recibió un caluroso homenaje en su décimo aniversario en el sevillano Teatro Central, perteneciente a la Consejería de Cultura y Patrimonio Histórico. El espectáculo inasguraría la temporada 2021 del teatro y contó en el escenario con célebres músicos andaluces, como Martirio, Rafael Riqueni, Kiko Veneno, componentes del grupo Derby Motoreta’s Burrito Cachimba (Miguelito García y Alejandro ‘Grizzly’ García) y Los Saxos del Averno.

## Etapa de Consolidación (2015-2021)
El éxito alcanzado con su primer disco le llevaría, en 2015 a ser el artista elegido para telonear a Bob Dylan en  el Pabellón Príncipe Felipe de Zaragoza.
Andrés Herrera ha sido siempre propenso a ofrecer sus actuaciones musicales para causas solidarias, directa o indirectamente. Uno de los principales nexos ha sido a través de festivales musicales en Senegal, desde el año 2010. Asimismo, en 2017 actuó junto a Soleá Morente y Niño de Elche en Madrid, con motivo del II Foro de Violencias Urbanas y Educación para la convivencia en El Matadero De Madrid. En 2024, con motivo de las inundaciones tras la dana en Valencia de octubre  participaría en el ciclo de conciertos 'Som València', organizado en varias capitales españolas con un centenar de artistas implicados.

### He Matado al Ángel(2016)
Su segundo álbum, también editado por Happy Place Records, continuó explorando la mezcla de géneros y referencias culturales. En este disco, Pájaro abordó temas sociales en sus letras, manteniendo una propuesta musical variada y con influencias de la tradición popular, la chanson o la canción italiana. Viene con Mei o Guarda Che Luna (una canción de desamor que compuso Gualtiero Malgoni en 1959) se consolidaron como las canciones más reconocidas de la banda. Las colaboraciones orquestales de Los Saxos del Averno hicieron posible ese acercamiento al sonido más puramente de banda sonora o cinematográfico.
Con este álbum el artista sevillano se ganó el reconocimiento de la crítica y de músicos veteranos como Enrique Bunbury, quien lo incluyó entre los mejores discos del año 2012, añadiendo que era «el mejor exponente del Rock Mediterráneo».

### Gran Poder(2019)
El tercer trabajo de Pájaro consolida su trayectoria como banda. Gran Poder incluye una producción igualmente elaborada y mantiene el enfoque en la fusión de géneros, incluyendo sonidos nuevos como el tango ('Tango del Mentidor) y melodías más cercanas a la psicodelia y el rock progresivo (Rayo mortal') manteniendo referencias explícitas a la cultura sevillana, como las marchas procesionales de Semana Santa. En A Galopar musicaliza, los versos de Rafael Alberti, tal y como lo haría Paco Ibáñez en 1969, con esa conexión intencionada con la canción protesta de los años 60. El álbum fue presentado en una gira por España, destacando su actuación en la sala Razzmatazz de Barcelona.
Primera biografía periodística
En 2021 se publicó el libro Pájaro: De Santa Leone al Gran Poder, escrito por el periodista musical Alfred Crespo. Esta obra ofrece un recorrido comprimido por la vida y la carrera de Andrés Herrera: una biografía oral o entrevista amplia transcrita, donde se tratan temas como la pobreza, las drogas, el amor, los procesos de composición o de grabación de sus discos, entre otros temas en torno a la figura del músico.